# ボジュ・ニェムツォヴァー (小惑星)
ボジュ・ニェムツォヴァー (3628 Božněmcová) は、小惑星帯にある小惑星。1979年に、クレチ天文台でズデニカ・ヴァーヴロヴァーによって発見された。非常に珍しいスペクトルを持つO型小惑星である。
チェコの作家、ボジェナ・ニェムツォヴァー（Božena Němcová, 1820年 - 1862年）に因んで命名された。